# Vladaia, Sofia-capitala
Vladaia (în bulgară Владая) este un sat în comuna Stolicina, regiunea Sofia-capitala,  Bulgaria. 

## Demografie
Componența etnică a satului Vladaia
     Bulgari (88,99%)
     Romi (3,15%)
     Nicio identificare (7,4%)
     Altele (0,44%)
La recensământul din 2011, populația satului Vladaia era de 3.581 locuitori. Din punct de vedere etnic, majoritatea locuitorilor (88,99%) erau bulgari, cu o minoritate de romi (3,15%). Pentru 7,4% din locuitori nu este cunoscută apartenența etnică.